# Todd Graff
Todd Graff (Queens, Nueva York, 22 de octubre de 1959) es un actor, escritor, director, productor, guionista y dramaturgo estadounidense. Debutó con elogios en la dirección con Camp, que entró en competición dramática en la edición de 2003 del Festival de Cine de Sundance. 
Tras una carrera como actor llena de éxitos, en películas como Abyss, y, en Broadway, en "Baby", por la que fue candidato a un premio Tony y un premio Theatre World, Graff supo labrarse una reputación como guionista.

## Carrera
Graff cantó en los álbumes originales-cast de Sesame Street (1970) y la continuación de Sesame Street 2 (1971), pero saltó a la fama en 1975 cuando se unió al elenco de la serie de televisión de los niños de The Electric Company. Interpretando el papel de Jesse, permaneció en el programa hasta el final de su producción. En 1977 Fue nominado a un premio Tony por su interpretación de Danny en Baby Broadway en 1984. Fue protagonista en el 1987 Off-Broadway musical Aves del Paraíso como Homero.
Los créditos de escritura de Graff incluyen Romance otoñal, The Vanishing, La niñera y el presidente. Graff actuó en varias películas, incluyendo Death to Smoochy, Dominick and Eugene, Strange Days, Not Quite Paradise y The Abyss.
En 2006 dirigió en Broadway el musical 13. En 2009 él coescribió y dirigió la película Bandslam. En 2012 escribió y dirigió la película Joyful Noise.

## Filmografía selecta
| Nombre                           | Tipo de Producción | Personaje            | Año       |
| -------------------------------- | ------------------ | -------------------- | --------- |
| Death to Smoochy                 | Película           | Skip Kleinman        | 2002      |
| The Beautician and the Beast     | Película           | Denny                | 1997      |
| The Nanny                        | Serie              | Harvey               | 1997      |
| Chicago Hope                     | Serie              | Louis Bagley         | 1995      |
| Strange Days                     | Película           | Tex Arcana           | 1995      |
| Fly by Night                     | Película           | Naji                 | 1993      |
| City of Hope                     | Película           | Zip                  | 1991      |
| La oportunidad llama a la puerta | Película           | Lou                  | 1990      |
| The Abyss                        | Película           | Alain 'Hippy' Carnes | 1989      |
| An Innocent Man                  | Película           | Robby                | 1989      |
| Dominick and Eugene              | Película           | Larry Higgins        | 1988      |
| Five Corners                     | Película           | James                | 1987      |
| Not Quite Paradise               | Película           | Rothwell T Schwartz  | 1985      |
| The electric Company             | Serie              | Jesse                | 1975-1977 |

### Escritor
| Película                     | Año  |
| ---------------------------- | ---- |
| Joyful Noise                 | 2012 |
| Bandslam                     | 2008 |
| Campamento                   | 2003 |
| Coyote Ugly                  | 2000 |
| The Beautician and the Beast | 1997 |
| Angie                        | 1994 |
| Fly by Night                 | 1993 |
| Romance Otoñal               | 1992 |

### Productor
| Película                     | Año  |
| ---------------------------- | ---- |
| Happy New Year               | 2011 |
| The Beautician and the Beast | 1997 |
| Angie                        | 1994 |
| The Vanishing                | 1993 |
| Romance Otoñal               | 1992 |

### Director
- Joyful Noise (2012)[2]
- Bandslam  (2009)[3]
- Camp (2003)[4]

### Teatro
- Kids In The Business (2014) / Director
- 13 (musical) (2007) / Director
- Baby (musical) (1984)/ Actor

## Documentales Tv
- Made in Hollywood: Teen Edition (2012)
- Made in Hollywood  (2011)
- Hollywood Singing & Dancing: A Musical History - 1980s, 1990s and 2000s (2009)
- Hollywood Singing & Dancing: A Musical History - 1970's (2009)
- Under Pressure: Making 'The Abyss (1993)

## Nominaciones
- 1984 Mejor Actuación de un Actor en un musical / Nominado Premio Tony
- 1984 Theatre World Award por Baby Musical
- 2003 Sundance Film Festival Gran candidato al Premio del Jurado por campamento

## Vida personal
Graduado de la Escuela Profesional de Niños de Manhattan en 1978. Asistió a la Universidad Estatal de Nueva York, Purchase (SUNY Purchase) en su programa de artes liberales (escritura).